# Das Fremde in mir
Der deutsche Spielfilm Das Fremde in mir ist ein Filmdrama zum Thema postpartale Depression von Emily Atef aus dem Jahr 2008.

## Handlung
Voller Freude erwarten Rebecca und Julian die Geburt ihres Kindes.
Doch kaum ist das Baby geboren, erfasst Rebecca eine unbegreifliche Angst und Hilflosigkeit. Das kleine Wesen, das von ihr abhängig ist, ist ihr fremd. Das Verhältnis zu ihrem Mann ist genauso unterkühlt wie das zu ihrem Baby. In der Annahme, dort Ablenkung zu finden, eröffnet sie wieder ihr früheres Blumengeschäft. Aber auch diese Beschäftigung befriedigt sie nicht. Sie bringt den Säugling und sich selbst mehrfach in Gefahr, ob beim Baden oder beim Stadtbummel. Rebeccas Zustand verschlechtert sich von Tag zu Tag. Sie wirkt mehr und mehr apathisch. Irgendwann ist sie geistig derart weggetreten, dass sie sich zum Sterben in den Wald legt. Eine Gruppe Jugendlicher findet sie.
In einer Klinik wird sie aufgepäppelt und erhält schließlich die Diagnose „postpartale Depression“.
Im Zuge des weiteren stationären Aufenthaltes beginnt sie eine Gesprächstherapie. Ihr Mann Julian gab inzwischen seinen Beruf auf, um sich um seinen Sohn kümmern zu können. Schrittweise nimmt Rebecca im Beisein einer spezialisierten Psychotherapeutin nun wieder Kontakt zu ihrem Sohn Lucas auf. Doch Julian kann sein Misstrauen nur sehr langsam abbauen, weshalb Rebecca nur eingeschränktes Besuchsrecht genießt. Aber nach mehreren klärenden Gesprächen finden sie wieder zueinander.

## Hintergrundinformationen
Der Film wurde mit einem geschätzten Budget von 500.000 Euro in Berlin und Bremen gedreht. Das ZDF war an der Produktion beteiligt. Das Fremde in mir wurde am 22. Juni 2008 auf dem Filmfest München uraufgeführt. Der Kinostart in Deutschland war am 16. Oktober 2008.

## Kritik
„Dass Atefs Film, der in Zusammenarbeit von Arte und der ZDF-Redaktion von ‚Das kleine Fernsehspiel‘ entstand, 2008 in Cannes Premiere hatte und nun erst um Mitternacht im Fernsehen läuft, ist schade. Er hätte einen früheren Sendetermin verdient, denn (…) er nähert sich dem Thema angemessen still und mit Gefühl, das den Kitsch scheut. Wolff spielt die Mutter, die an ihrer Lieblosigkeit verzweifelt, mit dem ausdruckslosen Gesicht, das man dafür braucht, und so gut, dass man das Fernsehbaby fast selbst hasst, wenn es der depressiven Mutter ins Gesicht schreit. Und es mit ihren Augen sieht, als sie das Lächeln wieder lernt.“

„Es ist eine im Kino ganz ungewohnte menschliche, aufklärerische Haltung, die daraus spricht. Aufmunternd realistisch schildert Emily Atef Rebeccas Weg aus der Krise, mit der Hilfe von Profis, die der Film aufmerksam skizziert: Da sind eine Krankenschwester, die sich Zeit nimmt; ein Psychologe, der das Richtige sagt; oder eine Hebamme, die der Mutter hilft, ihr Baby zu halten, es zu wickeln, zu massieren. Dem berechtigten Fremdheitsgefühl zwischen Eltern und Kindern stellt schließlich Maren Kroymann mit einem so kurzen wie eindrucksvollen Auftritt als Rebeccas Mutter Lore eine geglückte Familienbeziehung entgegen. Ihre Liebe und Hilfe in allen Lebenslagen sind der Grund, warum Elternschaft sich lohnt.“

„Das Besondere ist jedoch vor allem, daß die Regisseurin ihren Film nicht auf die Probleme und Ängste der betroffenen Mütter reduziert, sondern auch zeigt, wie schwierig es für den frischgebackenen Vater ist, mit der ungewohnten Situation umzugehen, ohne dabei auf das gängige Klischee des Machomannes zurückgreifen zu müssen, der sich nur für den Job und nicht für die Familie interessiert. Ein gelungener, sensibler Film, für den Emily Atef zurecht bei dem diesjährigen Filmfest in Oldenburg gleich drei Preise eingeheimst hat.“

„Emily Atef geht es niemals um die große Geste und die große Tragödie, sondern vielmehr um genau ausbalancierte Zwischentöne; um das, was mit den betroffenen Müttern geschieht und welche Auswirkungen das haben kann. Vor allem aber, und das kann man gar nicht hoch genug einschätzen, gelingt es ihr, ohne jeden Misston aufzuzeigen, dass die Krankheit gute Aussichten auf Heilung hat, sofern sich die Frauen aus ihrem Gefängnis aus Schuld, Scham und Schweigen zu befreien und sich zu öffnen im Stande sind. Jede Krise birgt auch die Chance auf einen Neuanfang in sich. Das ist die Botschaft dieses Films, der einen tiefen Eindruck hinterlässt. Und das nicht nur, weil er der erste Film ist, der sich dieses Themas annimmt, sondern vor allem auch durch die Art und Weise, wie er das tut – distanziert und doch voller Anteilnahme, leise und mit einer unheimlichen Präzision.“

## Auszeichnungen
- Juliane Bartel Medienpreis für bester Spielfilm 2011
- Prix du public (CinémaScience Intern. Film Festival, Bordeaux, France, 2009)
- Prix du Jury Jeune (Festival du cinéma Allemand, Nantes, France, 2009)
- Best Director (Studio Hamburg Nachwuchspreis, 2009)
- Best Film (Augenblick Film Festival, Strasbourg 2009)
- Best Film (Alba International Film Festival 2009)
- SIGNIS Award for Best Film (Mar del Plata International Film Festival 2008)
- Best Film (São Paulo International Film Festival 2008)
- Best Actress (São Paulo International Film Festival 2008)
- German Independence Award Best Film	(Film Festival Oldenburg 2008)
- Audience Award (Film Festival Oldenburg 2008)
- Otto-Sprenger-Preis, Best Film (Film Festival Oldenburg 2008)
- Canvas Award for Best Film (European Film Festival Brussels 2008)
- Best Actress (Munich International Film Festival 2008)